# Ronde van Italië 2008/Zeventiende etappe
De zeventiende etappe van de Ronde van Italië 2008 werd op 28 mei verreden. 
1e etappe ·
2e etappe ·
3e etappe ·
4e etappe ·
5e etappe ·
6e etappe ·
7e etappe ·
8e etappe ·
9e etappe ·
10e etappe ·
11e etappe ·
12e etappe ·
13e etappe ·
14e etappe ·
15e etappe ·
16e etappe ·
17e etappe ·
18e etappe ·
19e etappe ·
20e etappe ·
21e etappe
Startlijst · Eindstanden · Afbeeldingen